# Julie Eckerman
Catharina Juliana "Julie" Eckerman (familjenamnet stavas ofta även Ekerman), född 1765, död 18 oktober 1800 i Linköping, Östergötlands län, var en svensk kurtisan och spion. Hon var under den gustavianska tiden välkänd för sin långvariga förbindelse med Carl Sparre. 

## Biografi
Julie Eckerman var dotter till Bengt Edvard Eckerman (död 1785), ryttmästare vid Skånska Husarerna, och journalisten Catharina Ahlgren. Hon var syster till Charlotta Eckerman. Föräldrarna skildes på grund av faderns otrohet år 1768, och hon och hennes syster levde med modern, men fick tidigt ta ansvar för sig själva. Trots att hemmet var fattigt, och Eckerman själv senare i livet ska ha beskrivit deras ekonomi som misär, ska syskonen ha fått en "vårdad" uppfostran, och bland annat lärt sig tala franska.      
Eckerman ska ha haft "både snille och vitterhet". Hon blev tidigt prostituerad. Bland hennes förbindelser nämns en rysk legationssekreterare Müller, vilken hon ska ha utnyttjat som spion hos Razymofsky, Rysslands ambassadör i Sverige Julie Eckermans mest kända förbindelse var med ämbetsmannen Carl Sparre. Förbindelsen inleddes under hennes tonårstid strax efter att Sparre år 1780 hade blivit änkling och gjorde sig känd som vivör, och från 1785 levde hon öppet med honom, officiellt med titeln husjungfru. Hon kallades Sparres "favoritsultaninna". Själv kallade hon Sparre för pappa.    
Förbindelsen användes politiskt i kritiken mot Sparre. Ett porträtt av Sparre tecknades i smädesskriften Öfversättningar af Confucii Chinenskia Riks Historia och Kejsar Yao-Fohi 3 Tom.,p. 197 om Polisen i staden Canton(=Stockholm). Den handlar dels om kejsaren Yao-Fohi (=Gustaf III), hans handgångne i finanserna Wz-ka (Johan Liljencrantz), Be-hu-az som rikshushållare (Elis Schröderheim) och Tima-o (=Johan Christopher Toll) som försvarsanstaltare. Som handhavare av rikets polis fungerade mandarinen A-re-pa (Sparre), vilken porträtterades på följande sätt: 
Mandarinen A-re-pa, som hade inseende öfver rikets hela polis, ägde äfven en utmärkt insikt och dråpeliga egenskaper, men blott tvänne skadeliga fel, :egennytta och svaghet för könen....Grekerna ha diktat Themis som en gudinna med tillbundna ögon och en vågskål i handen. Denna devis är i vissa fall :förträfflig, och om denna bild tillräckligt utmärkte rättvisan, så skulle jag kunna presentera vår mandarin som hennes öfverstepräst. Han har ibland :pantomimers och gycklares hop förskaffat sig ett kvinnfolk, som han alldeles dyrkar som en gudinna, han underhåller henne och slösar uppå henne den egendom, :som han roffar af alla i Canton ankommande köpmän. Den som har någon process, bör bönfalla om hennes gunst, ty hon styrer den gamle kärleksnarren efter sitt :behag. Att gifva henne en gulddosa är detamma som halfva skäl, och ett par briljanterad spännen kan i hast göra ett filouteri till den allra rättvisaste :sak
Detta handlar om en smädesskrift, men samtidens skvaller om Sparre och Julie Eckerman, som var den omtalade i texten var vitt utbrett i samtidens Stockholm, och Eckerman bodde tidvis hos Sparre ute på hans lustslott Bellevue. 1789 avslutades förbindelsen då Sparre planerade att gifta om sig, och Eckerman blev bortgift av Sparre med en borgmästare Nils Björkegren i Linköping. Julie Björkegren kom emellertid att återkomma till fordringar på dödsboet.
Björkegren beskrivs som ung och vacker, och blev av Sparre utnämnd till borgmästare efter giftermålet. Äktenskapet var dock olyckligt och paret kom överens om att skilja sig med maken som den skyldiga parten. Paret separerade 1798 och skildes året därpå.